# Montel-de-Gelat
Pour les articles homonymes, voir Montel.
Montel-de-Gelat est une commune française, située dans le département du Puy-de-Dôme en région Auvergne-Rhône-Alpes, à la limite du département de la Creuse.

## Géographie
Le Montel-de-Gelat se situe à 700 m d'altitude. Sa superficie est de 2 502 hectares. En 2022, la population est de 417 habitants.
Situé sur un plateau entre le Cher et le Sioulet, le Montel-de-Gelat est une région de vastes étangs : Chancelade, étang Neuf, étang de la Ribière, étang du Chevalet, étang de la Courtade, étang de Vergne… à la limite de la Creuse. Ce pays fut sûrement peuplé à l'époque gallo-romaine.
| Dontreix Creuse  |                      | Charensat    |
| Mérinchal Creuse | Montel-de-Gelat      | Villossanges |
|                  | Condat-en-Combraille | Tralaigues   |

### Climat
Pour des articles plus généraux, voir Climat d'Auvergne-Rhône-Alpes et Climat du Puy-de-Dôme.
En 2010, le climat de la commune est de type climat des marges montargnardes, selon une étude du Centre national de la recherche scientifique s'appuyant sur une série de données couvrant la période 1971-2000. En 2020, Météo-France publie une typologie des climats de la France métropolitaine dans laquelle la commune est exposée à un climat de montagne ou de marges de montagne et est dans la région climatique  Ouest et nord-ouest du Massif Central, caractérisée par une pluviométrie annuelle de 900 à 1 500 mm, maximale en automne et en hiver. 
Pour la période 1971-2000, la température annuelle moyenne est de 9,2 °C, avec une amplitude thermique annuelle de 15 °C. Le cumul annuel moyen de précipitations est de 950 mm, avec 12,1 jours de précipitations en janvier et 8,2 jours en juillet. Pour la période 1991-2020, la température moyenne annuelle observée sur la station météorologique de Météo-France la plus proche, « Auzances_sapc », sur la commune d'Auzances à 12 km à vol d'oiseau, est de 10,6 °C et le cumul annuel moyen de précipitations est de 898,1 mm,. Pour l'avenir, les paramètres climatiques de la commune estimés pour 2050 selon différents scénarios d'émission de gaz à effet de serre sont consultables sur un site dédié publié par Météo-France en novembre 2022.

## Urbanisme

### Typologie
Au 1er janvier 2024, Montel-de-Gelat est catégorisée commune rurale à habitat très dispersé, selon la nouvelle grille communale de densité à sept niveaux définie par l'Insee en 2022.
Elle est située hors unité urbaine et hors attraction des villes,.

### Occupation des sols
L'occupation des sols de la commune, telle qu'elle ressort de la base de données européenne d’occupation biophysique des sols Corine Land Cover (CLC), est marquée par l'importance des territoires agricoles (84,1 % en 2018), en augmentation par rapport à 1990 (82,1 %). La répartition détaillée en 2018 est la suivante : prairies (72,9 %), forêts (12,7 %), zones agricoles hétérogènes (11,2 %), eaux continentales (1,7 %), zones urbanisées (1,5 %). L'évolution de l’occupation des sols de la commune et de ses infrastructures peut être observée sur les différentes représentations cartographiques du territoire : la carte de Cassini (XVIIIe siècle), la carte d'état-major (1820-1866) et les cartes ou photos aériennes de l'IGN pour la période actuelle (1950 à aujourd'hui).

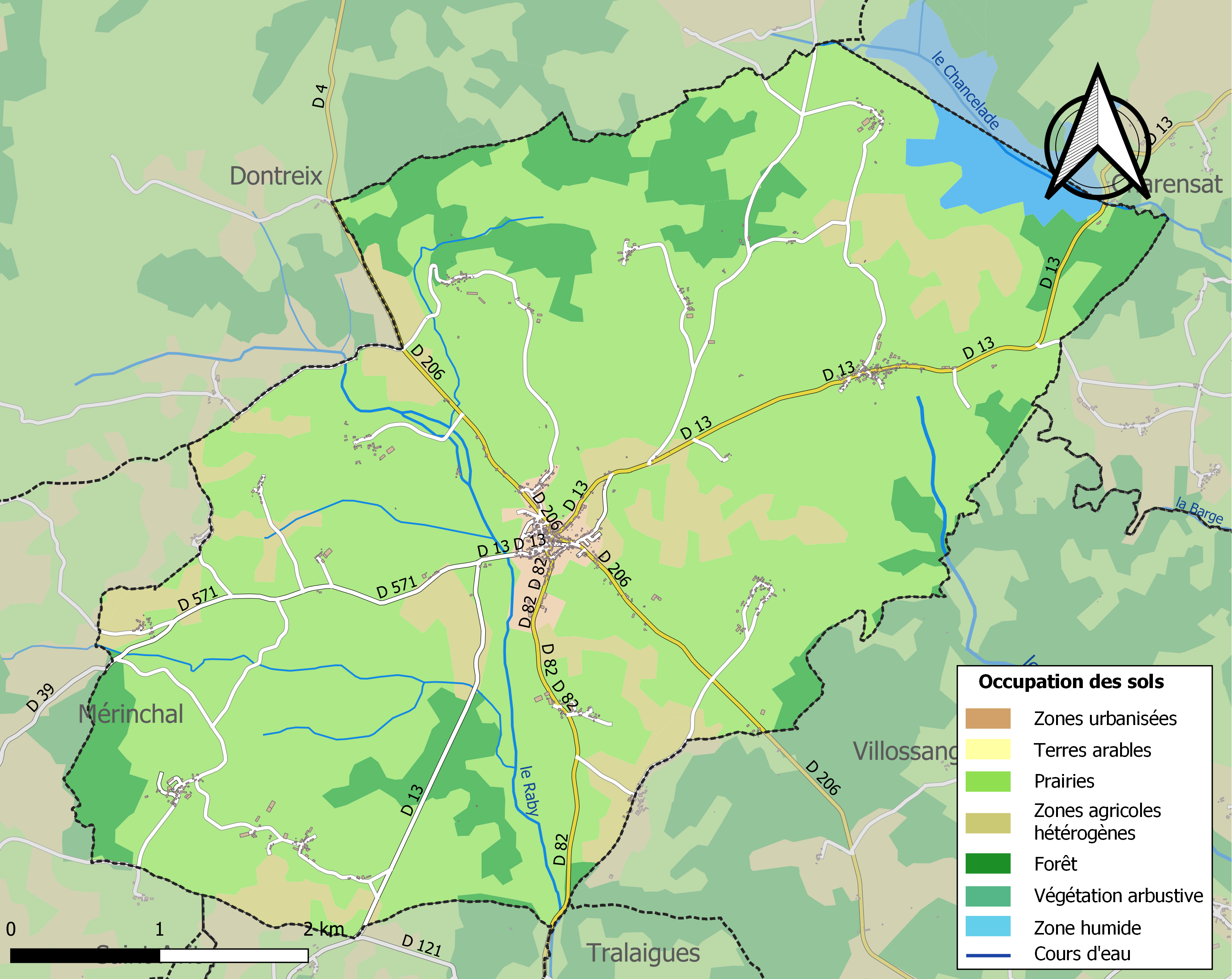
Carte des infrastructures et de l'occupation des sols de la commune en 2018 (CLC).

## Toponymie
Communément appelé le Montel-de-Gelat. 
Le Montelh de Gelat en occitan (nord-occitan).

## Histoire
On trouve le nom du village sous les formes de Le Monteil (1224), Montélium Degelatum (1270), Le Monteilh Degelat (1456), peut-être faut-il voir là le sens de montagne gelée ou dégelée.

### La seigneurie
Le Montel de Gelat était le centre d'une importante seigneurie qui fut qualifiée du nom de baronnie. En 1224 elle appartenait à Guillaume, comte de Clermont. Plus tard on trouve les Ventadour ; en 1356 Bernard de Ventadour vendit le Montel à Guy (ou Guillaume) Aubert. Ses descendants conserveront la seigneurie jusqu'en 1423. Ensuite par des mariages elle échut aux Daillon, puis aux Roquelaure. En 1738, elle passa à Charles Louis de Lorraine par son mariage avec Élisabeth de Roquelaure.
Le château seigneurial existe toujours mais très remanié ; au XVIe siècle  une tour a été percée de fenêtres renaissance.
Le hameau de Fréteix (Freytet en 1408) formait une seigneurie distincte, mais vassale du Montel. On y voit une fontaine d'époque médiévale.

## Politique et administration

### Découpage territorial
La commune du Montel-de-Gelat est membre de la communauté de communes Chavanon Combrailles et Volcans, un établissement public de coopération intercommunale (EPCI) à fiscalité propre créé le 1er janvier 2017 dont le siège est à Pontaumur. Ce dernier est par ailleurs membre d'autres groupements intercommunaux. Jusqu'en 2016, elle faisait partie de la communauté de communes de Haute Combraille.
Sur le plan administratif, elle est rattachée à l'arrondissement de Riom, à la circonscription administrative de l'État du Puy-de-Dôme et à la région Auvergne-Rhône-Alpes. Avant mars 2015, elle faisait partie du canton de Pontaumur.
Sur le plan électoral, elle dépend du canton de Saint-Ours pour l'élection des conseillers départementaux, depuis le redécoupage cantonal de 2014 entré en vigueur en 2015, et de la deuxième circonscription du Puy-de-Dôme pour les élections législatives, depuis le dernier découpage électoral de 2010 (sixième circonscription avant 2010).

### Élections municipales et communautaires

#### Élections de 2020
Le conseil municipal du Montel-de-Gelat, commune de moins de 1 000 habitants, est élu au scrutin majoritaire plurinominal à deux tours avec candidatures isolées ou groupées et possibilité de panachage. Compte tenu de la population communale, le nombre de sièges à pourvoir lors des élections municipales de 2020 est de 11. Sur les vingt-deux candidats en lice, neuf ont été élus dès le premier tour, le 15 mars 2020, avec un taux de participation de 74,55 %. Les deux conseillers restant à élire sont élus au second tour, qui se tient le 28 juin 2020 du fait de la pandémie de Covid-19, avec un taux de participation de 70,92 %.

#### Chronologie des maires
| Période                                  | Période                    | Identité             | Étiquette | Qualité  |
| ---------------------------------------- | -------------------------- | -------------------- | --------- | -------- |
| Les données manquantes sont à compléter. |                            |                      |           |          |
| 1836?                                    | 1841?                      | Jean-Louis Duflocq   |           |          |
| 1957                                     | 1967                       | Bernard Cluzel       |           |          |
| mars 2001                                | mars 2008                  | Nicole Desmoulin     |           |          |
| mars 2008                                | mars 2014                  | Gaël Galhie          |           |          |
| mars 2014                                | juillet 2020               | Mme Nicole Desmoulin |           |          |
| juillet 2020                             | En cours (au 29 août 2021) | Claude Bourduge      |           | Retraité |

## Population et société

### Démographie
L'évolution du nombre d'habitants est connue à travers les recensements de la population effectués dans la commune depuis 1793. Pour les communes de moins de 10 000 habitants, une enquête de recensement portant sur toute la population est réalisée tous les cinq ans, les populations de référence des années intermédiaires étant quant à elles estimées par interpolation ou extrapolation. Pour la commune, le premier recensement exhaustif entrant dans le cadre du nouveau dispositif a été réalisé en 2004.

En 2022, la commune comptait 417 habitants, en évolution de −5,87 % par rapport à 2016 (Puy-de-Dôme : +2,1 %, France hors Mayotte : +2,11 %).
| 1793  | 1800  | 1806  | 1821  | 1831  | 1836  | 1841  | 1846  | 1851  |
| ----- | ----- | ----- | ----- | ----- | ----- | ----- | ----- | ----- |
| 1 250 | 1 239 | 1 210 | 1 450 | 1 622 | 1 640 | 1 713 | 1 692 | 1 624 |

| 1856  | 1861  | 1866  | 1872  | 1876  | 1881  | 1886  | 1891  | 1896  |
| ----- | ----- | ----- | ----- | ----- | ----- | ----- | ----- | ----- |
| 1 540 | 1 474 | 1 511 | 1 492 | 1 507 | 1 434 | 1 427 | 1 340 | 1 311 |

| 1901  | 1906  | 1911  | 1921  | 1926  | 1931 | 1936 | 1946 | 1954 |
| ----- | ----- | ----- | ----- | ----- | ---- | ---- | ---- | ---- |
| 1 317 | 1 335 | 1 279 | 1 015 | 1 001 | 919  | 909  | 814  | 787  |

| 1962 | 1968 | 1975 | 1982 | 1990 | 1999 | 2004 | 2006 | 2009 |
| ---- | ---- | ---- | ---- | ---- | ---- | ---- | ---- | ---- |
| 750  | 701  | 658  | 563  | 503  | 522  | 512  | 500  | 506  |

| 2014 | 2019 | 2022 | - | - | - | - | - | - |
| ---- | ---- | ---- | - | - | - | - | - | - |
| 454  | 427  | 417  | - | - | - | - | - | - |

## Culture locale et patrimoine

### Lieux et monuments

#### L'église Saint-Mamert

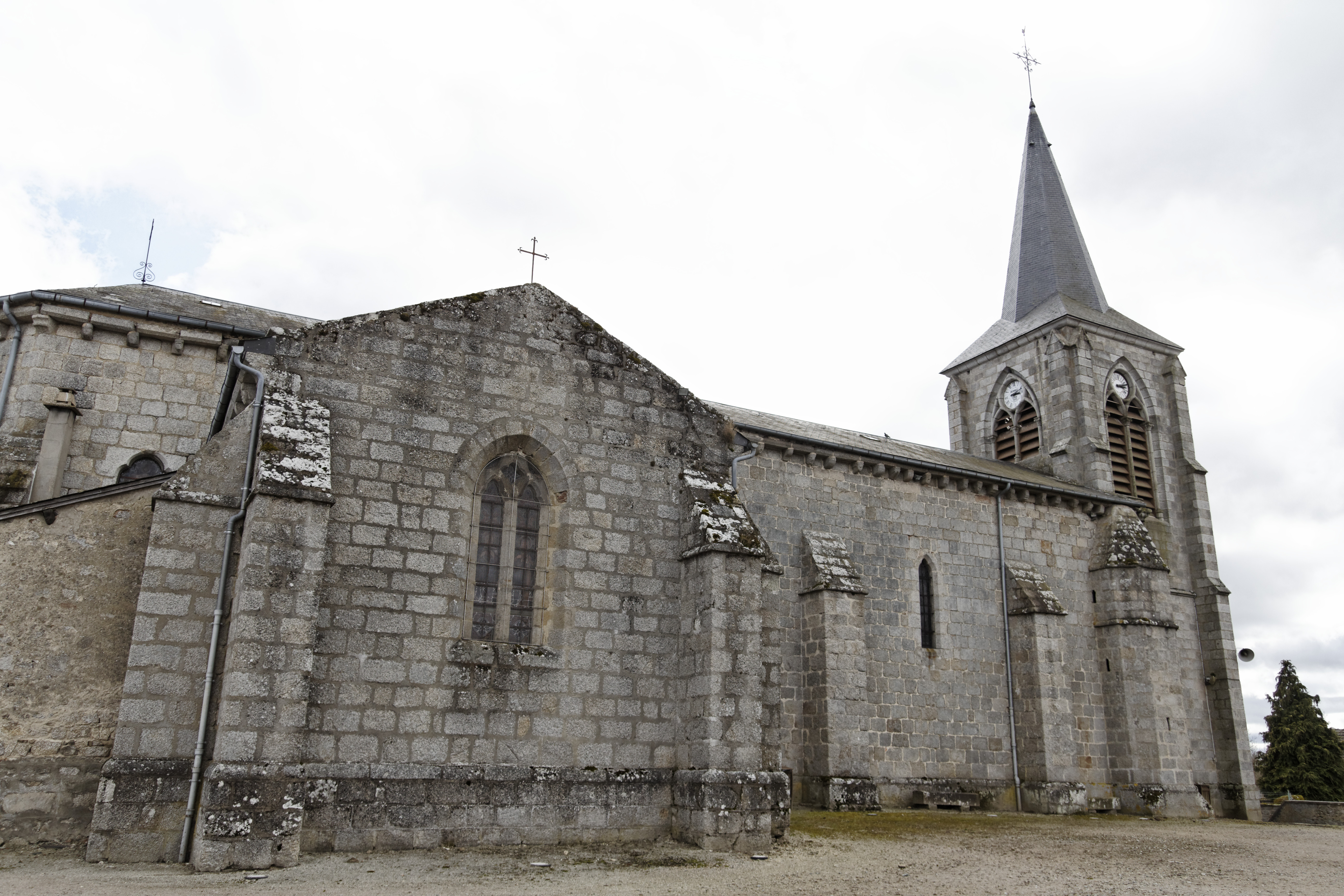
Saint-Mamert du Montel-de-Gelat.

Cet édifice gothique aurait été, selon la tradition, construit à la prière du pape Innocent VI (1352-1362) par son frère Guillaume Aubert, seigneur du Montel-de-Gelat. Le clocher-porche qui lui fut ajouté au XIXe siècle abrite sur le côté nord deux intéressants bas-reliefs représentant l'un le Christ en croix entre la Vierge et saint Jean, l'autre la Vierge allaitant (Classé MH, 1967).
On voit dans une chapelle une très belle Mise au tombeau de la fin du XVe ou du début du XVIe siècle, groupe de huit personnages, en pierre blanche polychrome dorée (Classé MH, 1955) ainsi qu'une statue en bois polychrome du XVe siècle de la Vierge de Pitié (Classé MH, 1918). Ces œuvres d'art d'une grande qualité pourraient être un don de la famille de La Fayette devenue possesseur de la seigneurie du Montel par le mariage en 1423 de Gilbert, maréchal de France (mort en 1463), avec Jeanne de Joyeuse, héritière des Aubert, Cette hypothèse se fonde en partie sur la présence des armoiries des La Fayette sur deux supports de statues placées de part et d'autre de la Mise au tombeau.

### Personnalités liées à la commune
- Gilbert Motier de La Fayette (v. 1380-1463), maréchal de France, seigneur du Montel-de-Gelat.